# Anthracocentrus nigerianus
Anthracocentrus nigerianus là một loài bọ cánh cứng trong họ Cerambycidae.